# 沙博尼耶尔 (厄尔-卢瓦省)
沙博尼耶尔（法語：Charbonnières，法語發音：[ʃaʁbɔnjɛʁ]）是法国厄尔-卢瓦省的一个市镇，属于诺让勒罗特鲁区。

## 地理
沙博尼耶尔（48°11'32"N, 0°56'10"E）面积20.91 平方千米，位于法国中央-卢瓦尔河谷大区厄尔-卢瓦省，该省份为法国北部内陆省份，北起顺时针与厄尔省、伊夫林省、埃松省、卢瓦雷省、卢瓦-谢尔省、萨尔特省和奧恩省接壤。
与沙博尼耶尔接壤的市镇（或旧市镇、城区）包括：博蒙莱索泰勒、安韦尔、欧通迪佩尔什。
沙博尼耶尔的时区为UTC+01:00、UTC+02:00（夏令时）。

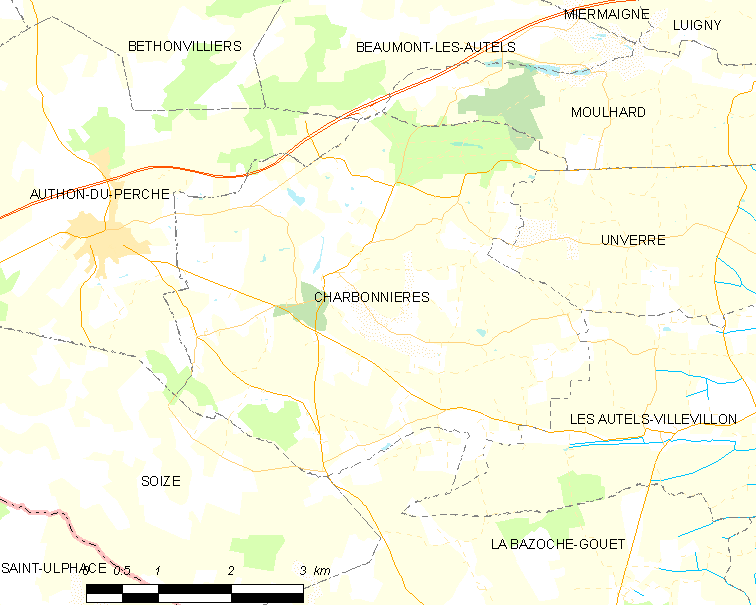
沙博尼耶尔的OSM定位图

## 行政
沙博尼耶尔的邮政编码为28330，INSEE市镇编码为28080。

## 政治
沙博尼耶尔所属的省级选区为布鲁县。

## 人口

1962-2008年间沙博尼耶尔人口变化图示

沙博尼耶尔于2022年1月1日时的人口数量为259人。